# Chiloscyllium caeruleopunctatum
Chiloscyllium caeruleopunctatum is een vis uit de familie van de epaulethaaien en bamboehaaien (Hemiscylliidae), orde bakerhaaien (Orectolobiformes), die voorkomt in het westen van de Indische Oceaan en met name rondom Madagaskar. De soort kan een maximale lengte bereiken van 67 cm.
Chiloscyllium caerulopunctatum is voor de visserij van aanzienlijk commercieel belang. De soort staat als Onzeker op de Rode Lijst van de IUCN.